# Cattedrali in Madagascar

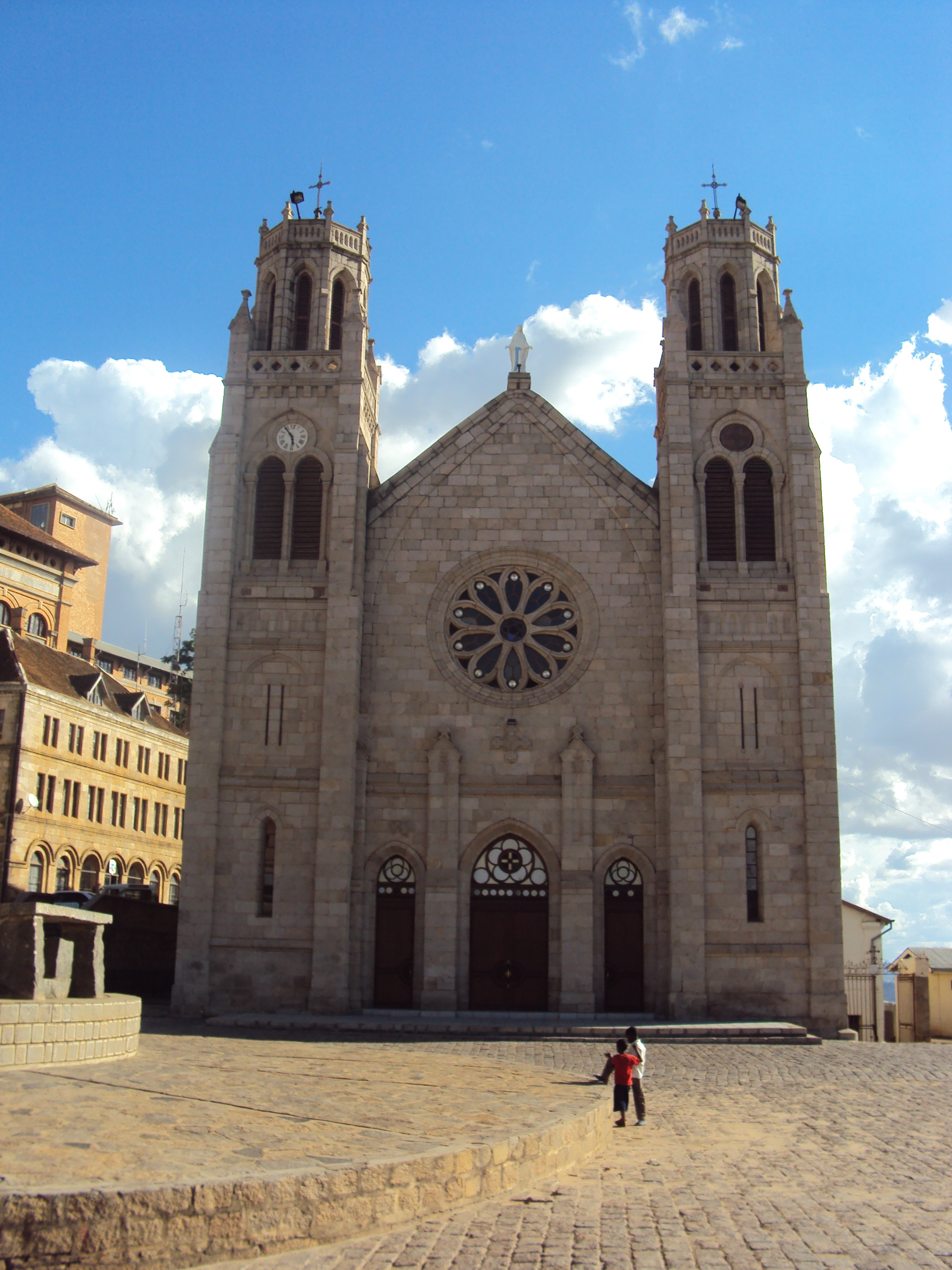
Cattedrale dell'Immacolata Concezione, Antananarivo

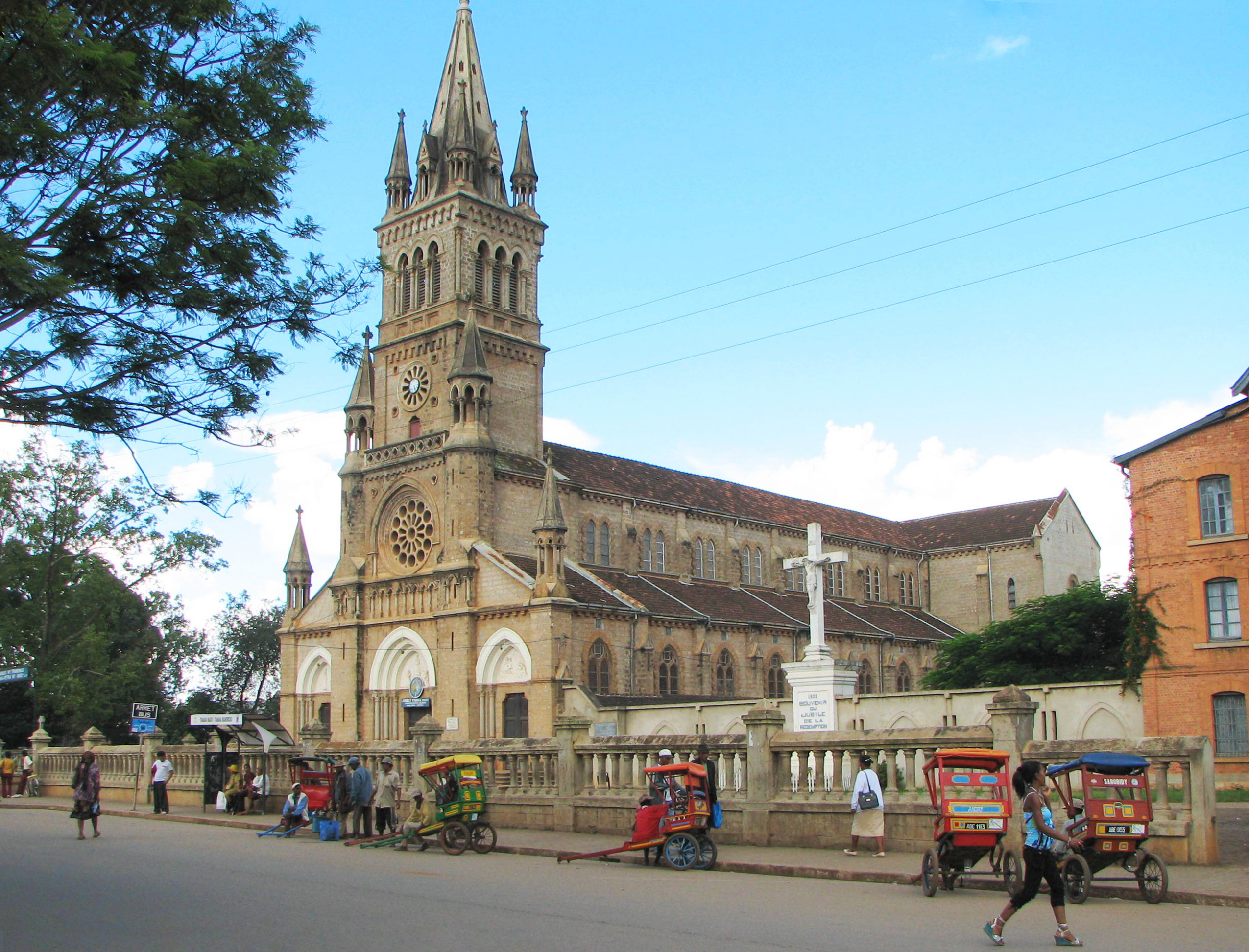
Cattedrale di Nostra Signora de-la-Salette, Antsirabé

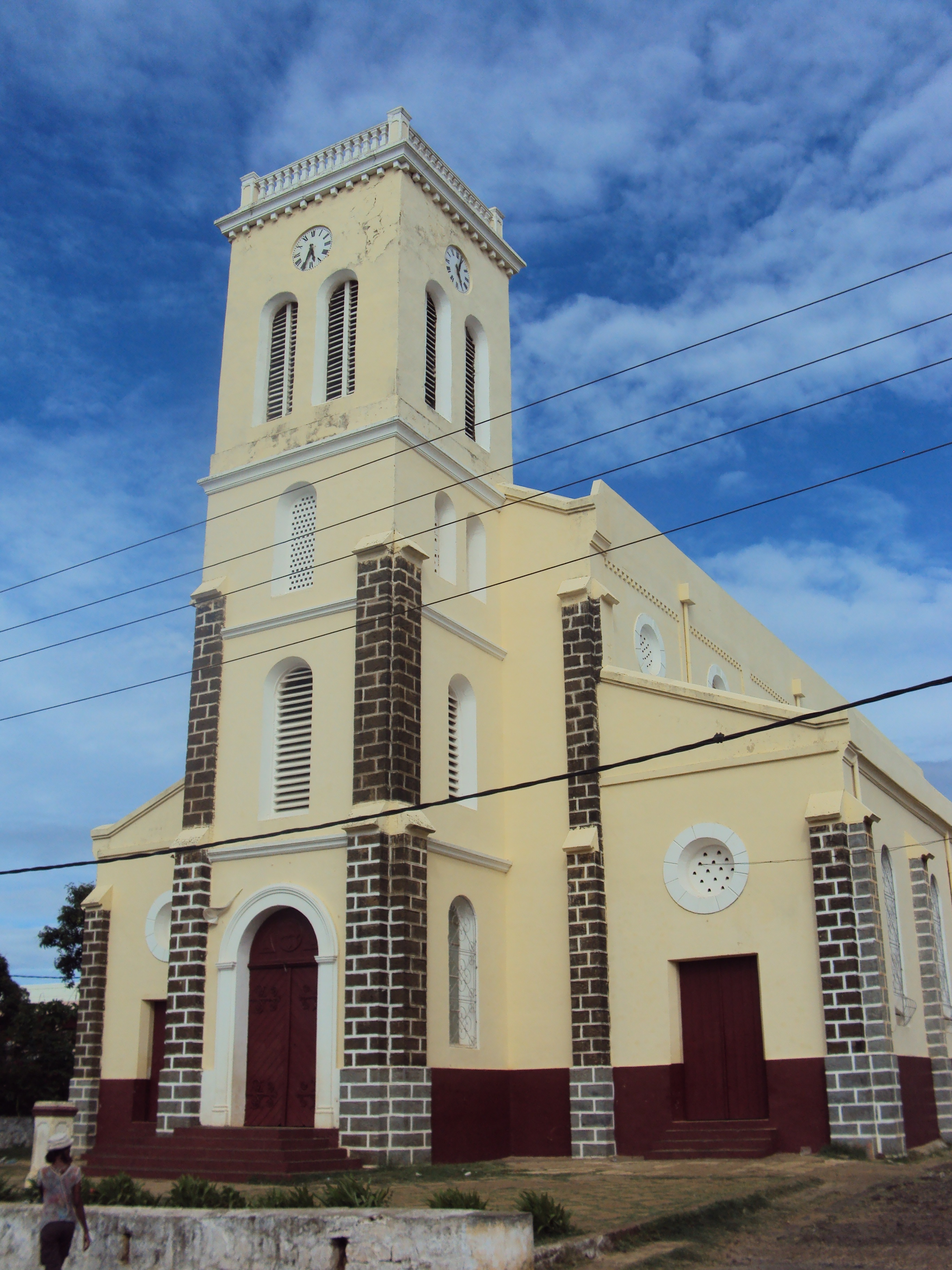
Cattedrale di San Matteo, Antsiranana

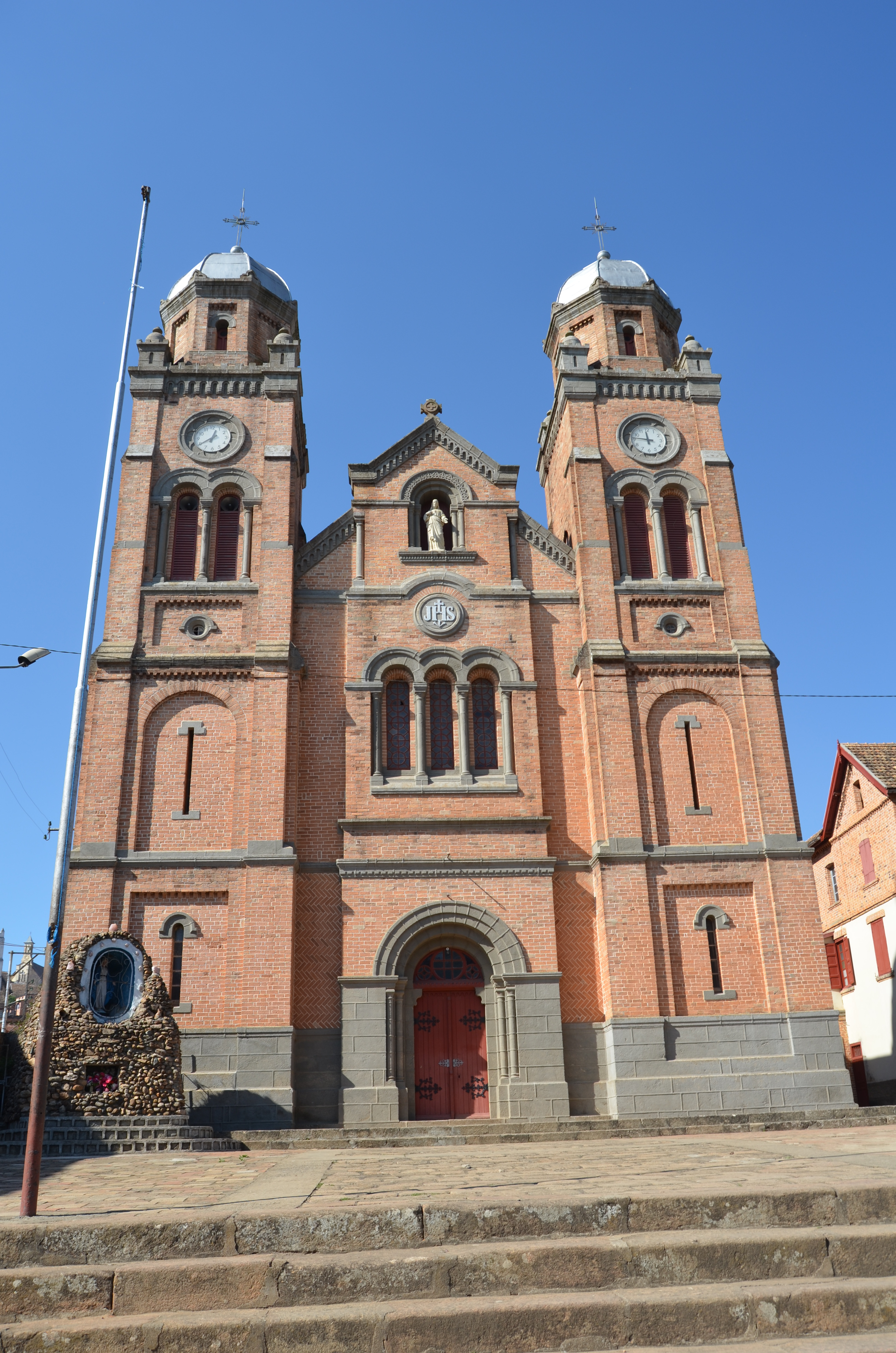
Cattedrale del Sacro Cuore Di Gesù, Fianarantsoa

Questa è una lista delle cattedrali in Madagascar.

## Cattedrali cattoliche
| Cattedrale                                    | Arcidiocesi o Diocesi           | Località             |
| --------------------------------------------- | ------------------------------- | -------------------- |
| Cattedrale dell'Immacolata Concezione         | Arcidiocesi di Antananarivo     | Antananarivo         |
| Cattedrale di Nostra Signora de-la-Salette    | Diocesi di Antsirabé            | Antsirabe            |
| Cattedrale di Nostra Signora dell’Assunzione  | Diocesi di Maintirano           | Maintirano           |
| Cattedrale di Kristy Mpanjaka                 | Diocesi di Miarinarivo          | Miarinarivo          |
| Cattedrale di Nostra Signora del Buon Rimedio | Diocesi di Tsiroanomandidy      | Tsiroanomandidy      |
| Cattedrale di San Matteo                      | Arcidiocesi di Antsiranana      | Antsiranana          |
| Cattedrale di San Giuseppe                    | Diocesi di Ambanja              | Ambanja              |
| Cattedrale di Mahajanga                       | Diocesi di Mahajanga            | Mahajanga            |
| Cattedrale di Maria Assunta in Cielo          | Diocesi di Port-Bergé           | Port-Bergé           |
| Cattedrale del Santo Nome Di Gesù             | Arcidiocesi di Fianarantsoa     | Fianarantsoa         |
| Cattedrale del Cuore Immacolato di Maria      | Diocesi di Ambositra            | Ambositra            |
| Cattedrale del Sacro Cuore Di Gesù            | Diocesi di Farafangana          | Farafangana          |
| Cattedrale di San Giuseppe                    | Diocesi di Ihosy                | Ihosy                |
| Cattedrale di Sant'Agostino                   | Diocesi di Mananjary            | Mananjary            |
| Cattedrale di San Giuseppe                    | Arcidiocesi di Toamasina        | Toamasina            |
| Cattedrale della Santissima Trinità           | Diocesi di Ambatondrazaka       | Ambatondrazaka       |
| Cattedrale di San Maurizio                    | Diocesi di Fenoarivo Atsinanana | Fenoarivo Atsinanana |
| Cattedrale del Sacro Cuore di Gesù            | Diocesi di Moramanga            | Moramanga            |
| Cattedrale di Toliara                         | Arcidiocesi di Toliara          | Toliara              |
| Cattedrale del Sacro Cuore di Gesù            | Diocesi di Morombe              | Morombe              |
| Cattedrale di Maria Manjaka Namahora          | Diocesi di Morondava            | Morondava            |
| Cattedrale di Tôlagnaro                       | Diocesi di Tôlagnaro            | Tôlagnaro            |

## Cattedrale ortodossa
| Cattedrale                 | Diocesi                 | Città        |
| -------------------------- | ----------------------- | ------------ |
| Cattedrale dell'Assunzione | Eparchia del Madagascar | Antananarivo |